# Aleksandra Daniłowa
Aleksandra Dionisjewna Daniłowa ps. Alexandra Danilova (ros. Александра Дионисьевна Данилова; ur. 20 listopada 1903 w Peterhofie, zm. 13 lipca 1997 w Nowym Jorku) – amerykańska tancerka rosyjskiego pochodzenia, solistka zespołu baletowego, primabalerina, choreograf i pedagog. Jedna z czołowych tancerek baletu XX w.

## Biografia

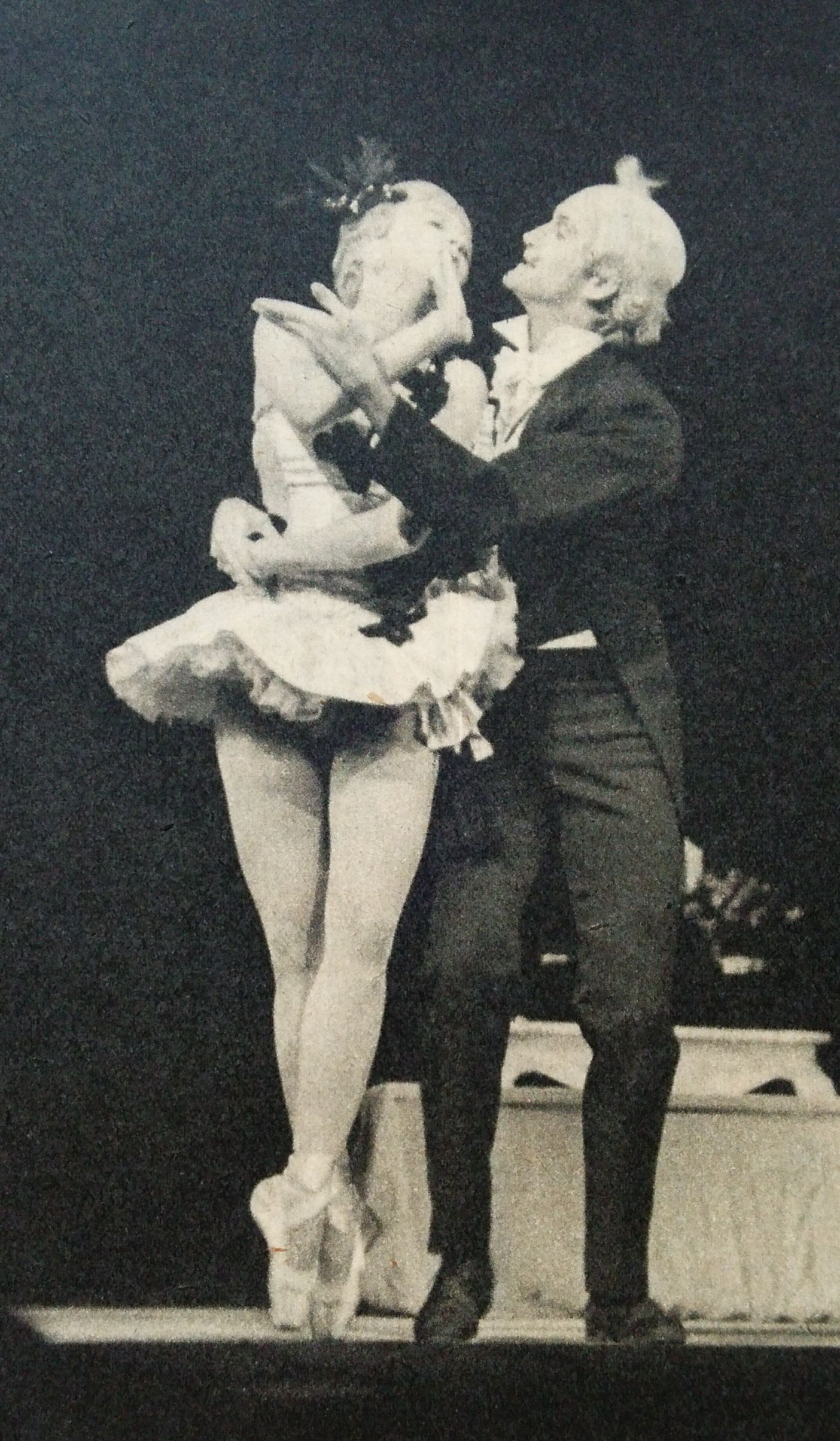
Alexandra Danilova jako Mademoiselle Fifi, 1953 r.

Aleksandra Daniłowa urodziła się 20 listopada 1903 r. w Peterhofie. Rodzice zmarli gdy miała trzy lata a jej wychowaniem zajęli się krewni. W 1911 r. rozpoczęła naukę w Cesarskiej Szkole Baletowej w Petersburgu. W 1920 r. dołączyła do Teatru Maryjskiego i wkrótce zaczęła odnosić sukcesy.
W 1924 r. wraz z George’em Balanchinem, Tamarą Żewierżejewą oraz Kolą Jefimowem, złożyli dokumenty o wydanie paszportów w celu odbycia dwumiesięcznego tournée po Niemczech. Pod koniec czerwca 1924 r. wsiedli na statek w Leningradzie, skąd dotarli do Szczecina, a następnie do Berlina. Tamara, która na Zachodzie zmieniła nazwisko na Geva, ścięła i sprzedała swoje blond włosy, aby mieli za co żyć. Występowali w letnich teatrzykach, ogródkach piwnych i na prywatnych przyjęciach. Daniłowa chciała wracać, ponieważ w Teatrze Maryjskim miała obiecaną w nowym sezonie partię Kitri w Don Kichocie. Mimo to wszyscy pojechali do Londynu, gdzie również ponieśli porażkę. Dostali, co prawda, angaż do wodewilowego Empire Theatre, ale mieli problem z językiem angielskim i nie potrafili dostosować się do stawianych wymagań. Pragnęli dotrzeć do Monte Carlo, gdzie siedzibę miały Ballets Russes Siergieja Diagilewa, pieniędzy starczyło im tylko na bilety do Paryża oraz wynajęcie taniego hotelu. Tu nastąpił zwrot w ich karierze. Diagilew zaprosił ich do Baletów Rosyjskich, z którym Daniłowa występowała w latach 1924–1929. Zmieniła nazwisko na Alexandra Danilova i stała się czołową solistką. Otrzymywała główne role m.in. w Apollon Musagète, La Pastorale i The Triumph of Neptune.

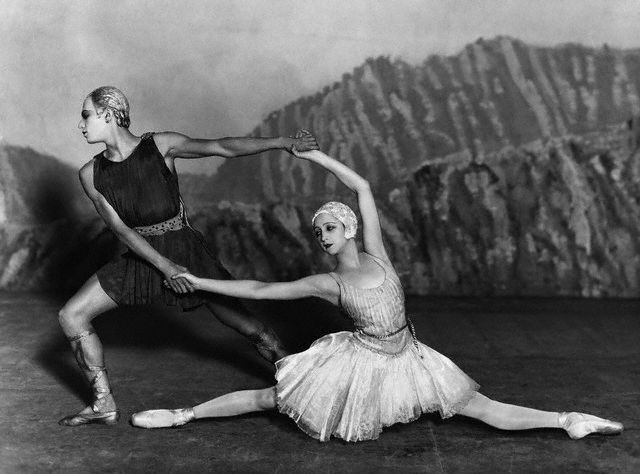
Alexandra Danilova i Serge Lifar w Apollo Musagète, 1928 r.

W 1925 i od 1929 do 1930 r. występowała w Opéra de Monte-Carlo. W latach 1933–1938 była baleriną w Basil’s Ballets Russes a następnie w latach 1938–1952 primabaleriną w Ballet Russe de Monte-Carlo, którego dyrektorem był Wassily de Basil. W 1933 r. odbyli pierwsze turnee po Stanach Zjednoczonych. 12 października 1938 r. po raz pierwszy zaprezentowali w Ameryce, w Metropolitan Opera House, balet Gaîté Parisienne. Żywiołowa i wyrafinowana kreacja Daniłowej, sprzedawczyni rękawiczek, sprawiła, że amerykańska publiczność ją pokochała a owacje na stojąco zaczęły towarzyszyć całej trasie Ballet Russe de Monte-Carlo. W 1946 r. uzyskała amerykańskie obywatelstwo.
W tym czasie była także zapraszana na występy gościnne m.in. w 1949 r. przez Sadler’s Wells Ballet i w 1951 r. przez London Festival Ballet. W latach 1954–1956 odbyła turnee z jej własną grupą Great Moments of Ballet po Japonii, Filipinach i Południowej Afryce. W 1957 r. wystąpiła gościnnie z Ballet Russe de Monte Carlo w Nowym Jorku. Jej repertuar był obszerny i stworzyła niezwykłe w kreacje m.in. w Le Beau Danube Leonida Massine'a (1933), Jardin Public (1935) i Capriccio Espangnol (1939), Danses Concertantes Balenchine'a (1944) i Night Shadow (1946) i La sonnambula (1946). W 1958 r. wystąpiła na Broadwayu w Alvin Theatre w musicalu Oh Captain!. W 1977 r. zagrała w filmie Punkt zwrotny w reż. Herberta Rossa.
Po zakończeniu kariery scenicznej przygotowywała choreografię dla kilku zespołów baletowych, w tym do Coppélia dla New York City Ballet w 1974 r. Jako choreograf współpracowała również z Metropolitan Opera. W latach 1964–1989 była pedagogiem w School of American Ballet, szkole założonej przez Balanchina. W 1986 r. otrzymała Handel Medallion, nagrodę przyznawaną przez władze miasta Nowy Jork, a w 1989 r. nagrodę Kennedy Center Honors. W 1986 r. wydała w Nowym Jorku autobiografię zatytułowaną Choura.

## Życie prywatne
W okresie występów w Baletach Rosyjskich Daniłowa związana była w nieformalnym związku z Balanchinem, po tym jak jego małżeństwo z Tamarą Gevą rozpadło się. W 1931 r. poślubiła inżyniera Giuseppe Massera, który zmarł w 1935 r. W 1941 r. wyszła za tancerza Kasimira Kokicha. Rozwiedli się w 1948 r. Nie miała dzieci.